# أمريكا بالعربي (برنامج)
أمريكا بالعربي (بالإنجليزية: America in Arabic) هو برنامج يقدمه باسم يوسف عُرض أول مرة على مجموعة قنوات OSN المشفرة وبعدها في رمضان سنة 2013م ثم عرض على قناة النهار وبعدها عرض على قناة الحرة في أواخر سنة 2014م، وبعدها في فترة عرضه تم منع البرنامج على اليوتيوب على الدول العربية. انتهى عرضه على قناة الحرة في سنة 2014-2015م.

## عن البرنامج
برنامج أمريكا بالعربي يقدم من خلاله تجربة عن المهاجرين العرب في الولايات المتحدة، حيث يقوم باسم يوسف في برنامج أمريكا بالعربي بعمل لقاءات مختلفة مع العديد من الأشخاص المهاجرين في محاولة لتوضيح كيفية تعاملهم مع واقع عيشهم بعيدًا عن أرض الوطن، كما يسلط الضوء من خلال البرنامج على أهم عناصر بناء وجهات نظر هؤلاء الذين هاجروا من الوطن على اختلاف ثقافاتهم. برنامج أمريكا بالعربي يقوم باستعراض مشاكل العرب في الخارج ومحاولة طرح حلول لها.

## التصوير
البرنامج بالكامل تم تصويره في الولايات المتحدة الأمريكية، حيث التقى 60 شخصية عربية وإسلامية ممن يقيمون بالولايات المتحدة للحديث عن أوضاعهم في هذا البلد، ويتنوع الضيوف في البرنامج، ما بين سائق أجرة ومذيع وناشط سياسي، في محاولة لرسم صورة شاملة لأوضاع العرب والمسلمين في أمريكا، ولن يتخلى باسم يوسف عن أسلوبه الساخر في التقديم وتتناول حلقات «أمريكا بالعربي»، العديد من المشكلات التي يقع فيها العرب والمشكلات التي تواجههم في بلاد المهجر.

## عرضه
تم عرض برنامج «أمريكا بالعربي» في مجموعه OSN وفي التحديد في قناة "OSN يا هلا شباب" في أوائل سنة 2013 وبعدها عرض على قناة النهار في رمضان 2013 وبعدها عرض ل آخر مرة في أواخر 2014 على قناة الحرة ويمكن متابعة البرنامج أيضا على ديلي موشن. تم بث البرنامج بعدها في شبكة شوتايم المشفرة.

## مواعيد البرنامج
برنامج «أمريكا بالعربي» لا يعرض الآن في أي قناة تلفزيونية وكان البرنامج موجوداً في اليوتيوب ولكن تم حذفه على اليوتيوب بعد قرار العفو على باسم يوسف (كصفقة مع نظام الانقلاب مقابل العفو).

## البرنامج
أمريكا بالعربي مكون من 30 حلقة, أغلب الحلقات تم تصويرها في ولاية نيويورك وولاية كاليفورنيا. بدأت أحداث البرنامج بسرعة بحيث أن في جميع الحلقات كان باسم يلبس التيشيرت الأبيض والجينز الأزرق طوال رحلته في أمريكا. وضّح باسم في حلقة من حلقات البرنامج أن السفرة وبداية عرض البرنامج كان مفاجئًا.

## وصلات خارجية
- أمريكا بالعربي على موقع IMDb (الإنجليزية)
- أمريكا بالعربي على موقع قاعدة بيانات الأفلام العربية
- أمريكا بالعربي على موقع قاعدة بيانات الفيلم (الإنجليزية)